# Taça de Portugal de Futsal de 2007–08
A edição da Taça de Portugal de Futsal referente à época de 2007/2008 decorreu entre 3 de Novembro de 2007 - 1ª Eliminatória - e 4 de Maio de 2008, data em que se disputou a final a qual teve lugar no Pavilhão Desportivo Municipal de São Miguel, Guarda.

## Taça de Portugal de Futsal 2007/2008

### Final
| Final                    | Final |
| ------------------------ | ----- |
| Sporting CP – FJ Antunes | 4 – 1 |

### Meias-Finais
| Sporting CP - Belenenses | 1 – 0 |  | Modicus - FJ Antunes | 0 – 4 |

### Quartos-de-Final
| Quartos-de-Final           | Quartos-de-Final | Quartos-de-Final | Quartos-de-Final              | Quartos-de-Final |
| -------------------------- | ---------------- | ---------------- | ----------------------------- | ---------------- |
| Sporting CP - Sassoeiros   | 6 – 4            |                  | Modicus - Merelinense         | 6 – 2            |
| JD Fontaínhas - FJ Antunes | 2 – 7            |                  | Belenenses - AA UTAD/Real Fut | 5 – 2            |

### Oitavos-de-Final
| Oitavos-de-Final               | Oitavos-de-Final | Oitavos-de-Final | Oitavos-de-Final                 | Oitavos-de-Final |
| ------------------------------ | ---------------- | ---------------- | -------------------------------- | ---------------- |
| Merelinense - Moinho Juventude | 4 – 1            |                  | JD Fontaínhas - NS Tires         | 9 – 6            |
| Boticas - FJ Antunes           | 1 – 4            |                  | Instituto D. João V - Sassoeiros | 4 – 5            |
| Sporting CP - Freixieiro       | 4 – 1            |                  | AA UTAD/Real Fut - SL Olivais    | 5 – 4            |
| Onze Unidos - Belenenses       | 4 – 5            |                  |                                  |                  |

### 3ª Eliminatória
| 3ª Eliminatória                   | 3ª Eliminatória | 3ª Eliminatória | 3ª Eliminatória                 | 3ª Eliminatória |
| --------------------------------- | --------------- | --------------- | ------------------------------- | --------------- |
| CB Barcelos - Onze Unidos         | 3 – 4           |                 | FJ Antunes - Boavista           | 2 – 0           |
| Beira-Mar - SL Olivais            | 0 – 7           |                 | Modicus - Vit. Olivais          | 6 – 2           |
| Lobitos Futsal - AA UTAD/Real Fut | 8 – 9           |                 | JD Fontaínhas - Odivelas        | 6 – 2           |
| Arnal - Freixieiro                | 1 – 15          |                 | NS Tires - Académica do Algarve | 3 – 2           |
| ARCA (Águeda) - Moinho Juventude  | 6 – 8           |                 | Instituto D. João V - Portela   | 2 – 0           |
| CF Nogueirense - Belenenses       | 1 – 5           |                 | Merelinense - AD Fundão         | 7 – 5           |
| Araucária - Boticas               | 1 – 8           |                 | Sporting CP - Ereira            | 10 – 1          |

### 2ª Eliminatória
| 2ª Eliminatória                 | 2ª Eliminatória | 2ª Eliminatória | 2ª Eliminatória                            | 2ª Eliminatória |
| ------------------------------- | --------------- | --------------- | ------------------------------------------ | --------------- |
| Vit. Olivais - Vila Verde       | 5 – 4           |                 | Moinho Juventude - Ismailitas              | 5 – 3           |
| Fabril Barreiro - Odivelas      | 6 – 7           |                 | SL Benfica - Sporting CP                   | 0 – 2           |
| Arnal - Sacavenense             | 4 – 2           |                 | Sonâmbulos - Académica do Algarve          | 1 – 2           |
| NS Tires - Atlético             | 3 – 1           |                 | NS Leiria - Sassoeiros                     | 3 – 7           |
| Ereira - Os Patos               | 4 – 3           |                 | AR Amarense - JD Fontaínhas                | 2 – 5           |
| Belenenses - V. Setúbal         | 6 – 3           |                 | SL Olivais - Externato Benedita            | 8 – 0           |
| Nacional - Portela              | 6 – 7           |                 | Os Torpedos - Onze Unidos                  | 5 – 4           |
| Lamas Futsal - CF Nogueirense   | 2 – 3           |                 | Santa Luzia - CB Barcelos                  | 2 – 3           |
| Alpendorada - AD Fundão'        | 4 – 5           |                 | Freixieiro - Juvenorte                     | 10 – 4          |
| Boticas - Junqueira             | 5 – 4           |                 | Merelinense - Rio Ave                      | 11 – 10         |
| Beira-Mar - Cernache            | 4 – 3           |                 | Piratas de Creixomil - Instituto D. João V | 1 – 3           |
| ARCA (Águeda) - CB Paredes      | 6 – 4           |                 | Lobitos Futsal - Miramar FC                | 7 – 6           |
| Balsa Nova - FJ Antunes         | 2 – 8           |                 | Viseu 2001 - Modicus                       | 2 – 5           |
| Araucária - Amanhã Criança      | 7 – 5           |                 | GDR Lameirinhas - Boavista                 | 7 – 8           |
| CA Mogadouro - AA UTAD/Real Fut | 5 – 6           |                 |                                            |                 |

### 1ª Eliminatória
| 1ª Eliminatória                      | 1ª Eliminatória | 1ª Eliminatória | 1ª Eliminatória                    | 1ª Eliminatória |
| ------------------------------------ | --------------- | --------------- | ---------------------------------- | --------------- |
| Merelinense - São João               | 4 – 1           |                 | Boticas - SC Braga                 | 7 – 5           |
| Amanhã Criança - CB Penamacor        | 6 – 2           |                 | Académica do Algarve - GDC Baronia | 7 – 2           |
| Piratas de Creixomil - Monte Pedras  | 4 – 3           |                 | Miramar FC - Alcaria               | 6 – 4           |
| Sangemil - CB Paredes                | 3 – 4           |                 | Santa Luzia - Casal Cinza          | 11 – 6          |
| Cernache - Oliveirense Futsal        | 5 – 3           |                 | V. Setúbal - AMSAC                 | 5 – 4           |
| Rio Mouro - Portela                  | 1 – 2           |                 | Ereira - AD Alter                  | 9 – 4           |
| Novos Talentos - Vit. Olivais        | 4 – 6           |                 | Fabril Barreiro - SL Évora         | 0 – 0 ?         |
| Atlético - Unidos do Cacém           | 8 – 7           |                 | AR Amarense - Académica            | 14 – 13         |
| Odivelas - Os Pantufas               | 6 – 3           |                 | Santa Susana - NS Tires            | 2 – 4           |
| Moinho Juventude - Caranguejeira     | 10 – 1          |                 | Barranha SC - GDR Lameirinhas      | 4 – 5           |
| AA Leça - Beira-Mar                  | 6 – 9           |                 | AGU - Futsal - Arnal               | 3 – 4           |
| Nacional - Ladoeiro                  | 8 – 5           |                 | Piedense - Ismailitas              | 1 – 5           |
| NS Leiria - Bairro Boa Esperança     | 8 – 3           |                 | Mendiga - JD Fontaínhas            | 4 – 5           |
| Externato Benedita - Lagoa e Benfica | 4 – 2           |                 | Independentes Sines - Sonâmbulos   | 9 – 10          |
| Onze Unidos - Vitória P. Pedra       | 12 – 3          |                 | Viseu 2001 - Gafanha               | 9 – 8           |
| Santo Eugénio - CA Mogadouro         | 3 – 7           |                 | Rio Ave - CRECOR                   | 3 – 2           |
| Junqueira - ASCRD Nogueiró           | 4 – 3           |                 | Modicus - Macedense                | 8 – 4           |
| Lobitos Futsal - Sapiãos             | 5 – 2           |                 | Lamas Futsal - Leões Lapa          | 8 – 0           |
| CB Barcelos - Gondomar FC            | 7 – 6           |                 | Araucária - Habinordeste           | 2 – 0           |
| São Mateus - Juvenorte               | 3 – 5           |                 | Os Patos - Louletano               | 3 – 1           |